# Olidiana boninensis
Olidiana boninensis är en insektsart som beskrevs av Matsumura 1914. Olidiana boninensis ingår i släktet Olidiana och familjen dvärgstritar. Inga underarter finns listade i Catalogue of Life.